# H. Tonton
 (novembre 2018).
Pour les articles homonymes, voir Hatton.
H. Tonton, de son véritable nom, Yannick Hatton, est un auteur français de bande dessinée né le 1er janvier 1969 à Chartres. Il est l'auteur complet de quatre séries : Armandis, Petits Bonheurs, Le Temps du rêve et Paul et Pauline.

## Biographie
Yannick Hatton – dit H. Tonton – naît à Chartres le jour de l’An 1969. Son surnom lui est attribué lorsqu’il a 9 ans : le H étant l’initiale de son patronyme. Sa scolarité est partagée entre la métropole et La Réunion. Ses études universitaires sont d’abord scientifiques, puis techniques. Il obtient un diplôme d’enseignant.
L’environnement « bédéïque » de son enfance est plutôt celui des « gros nez » de l’école belge avec des séries comme Gaston Lagaffe, Les Krostons, etc. qui influencent sa pratique et peut se deviner dans ses premières productions telles que : Hervé, Jérémi le Vagabond, Super Tonton ou Zuzu.
En 1990, l’univers graphique d’un auteur comme Régis Loisel lui ouvre de nouveaux horizons créatifs. En 2017, il sort Le Temps du rêve.
Autodidacte, H. Tonton entame alors des histoires fantastiques plus élaborées. De 1994 à 2021, il consacre son temps à l’enseignement et également à la réalisation de BD, en général en tant qu’auteur complet.
H. Tonton vit dans le Lot-et-Garonne, il participe chaque année à une dizaine de manifestations BD. Il possède un site personnel, et réalise aussi des affiches de festivals de BD, comme: 
- Le 7e festival de BD et d’Animation de Lavaur - (2007)
- Le festival du Livre BD jeunesse - La Fouillade - (2013)
- La 25e Fête de la Lecture - Boé - (2014)
- Le festival BD de Gisors - (2019)

## Œuvres
- Armandis , Paquet :

1. Entre ciel et mer, 2003[9]
2. Par-delà les brumes, 2005
3. À l'ombre des sylves, 2006
4. Le Dernier Roi, 2008

- Petits Bonheurs, Vents d'Ouest, coll. « Terres d'origine » :

1. 2010
2. 2012

- Le Temps du rêve, Cerises & Coquelicots :

1. Ocre, 2017
2. Outremer, 2018

- Paul et Pauline, Kennes

1. 2021
2. 2023

## Prix
- 2010 : Prix Conseil Général pour Petits Bonheurs[10]